# Luigi Marchisio
Luigi Marchisio (Castelnuovo Don Bosco, 26 aprile 1909 – Castelnuovo Don Bosco, 3 luglio 1992) è stato un ciclista su strada italiano.
Professionista dal 1929 al 1936, vinse il Giro d'Italia 1930.

## Carriera
Dopo essersi fatto notare per le sue prestazioni correndo da "isolato" (nel 1928 fu campione italiano in questa speciale categoria) salì alla ribalta al Giro d'Italia 1930, approfittando anche dell'assenza del superfavorito Alfredo Binda (la storia vuole che venne addirittura pagato per non correrlo in virtù della sua netta superiorità).
Marchisio vinse subito la terza tappa e conquistò la leadership della gara; si ripeté con una vittoria anche nella tappa seguente e riuscì a difendere il primato fino a Milano. All'età di 21 anni, 1 mese e 15 giorni divenne così il più giovane vincitore della corsa rosa: tale primato verrà superato solo da Fausto Coppi nel 1940 (mantiene tuttora la seconda posizione in questa particolare classifica).
Con queste premesse sembrava destinato ad una carriera luminosa ma, dopo il terzo posto nel Giro dell'anno seguente (in cui vestì per due giorni la maglia rosa, introdotta proprio nel 1931 come simbolo del primato) non riuscì più a ottenere risultati di rilievo, tanto da chiudere la carriera nel 1936 a neppure trent'anni.

## Palmarès
- 1928

Campionati italiani, Prova in linea Indipendenti
Piccolo Giro di Lombardia
- 1930

Coppa Val Maira
3ª tappa Giro d'Italia (Palermo > Messina)
4ª tappa Giro d'Italia (Reggio Calabria > Catanzaro)
Classifica generale Giro d'Italia
Giro della Provincia di Reggio Calabria
- 1932

4ª tappa Barcellona-Madrid (Guadalajara > Madrid)
Classifica generale Barcellona-Madrid

## Piazzamenti

### Grandi Giri
- Giro d'Italia

1930: vincitore
1931: 3º
- Tour de France

1932: 26º

### Classiche monumento
- Milano-Sanremo

1930: 6º
1931: 11º
- Giro di Lombardia

1931: 4º